# باول موني (لاعب كرة قدم)
باول موني (بالإنجليزية: Paul Mooney)‏ هو لاعب كرة قدم بريطاني في مركز الدفاع، ولد في 7 أبريل 1901، وتوفي في 19 أكتوبر 1980. لعب مع برايتون أند هوف ألبيون.

## وصلات خارجية
- باول موني على موقع قاعدة بيانات كرة القدم.إي يو (الإنجليزية)
- باول موني على موقع قاعدة بيانات كرة القدم.إي يو (الإنجليزية)
- باول موني على موقع قاعدة بيانات كرة القدم.إي يو (الإنجليزية)